# Moresby Island

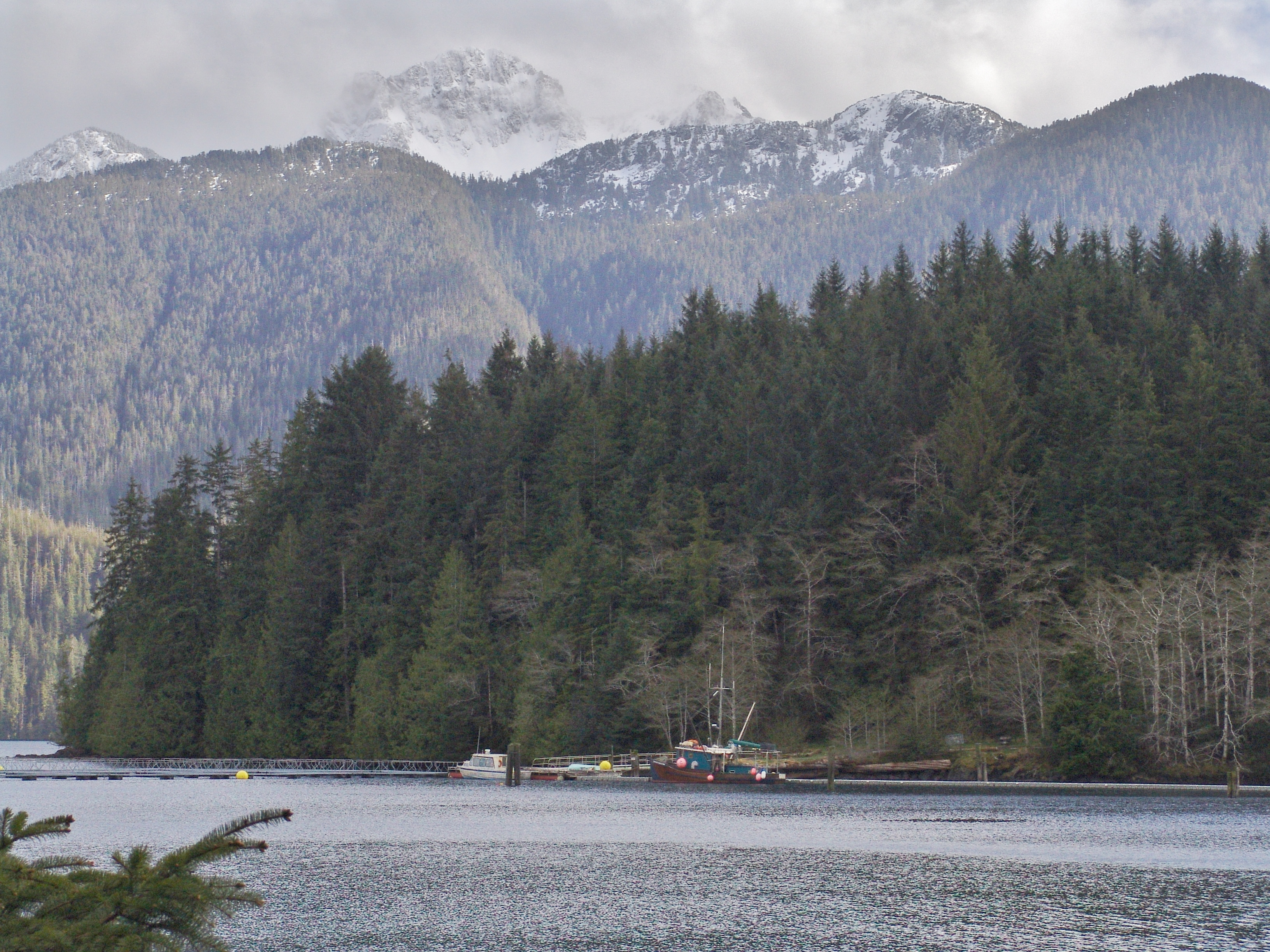
Newcombe Peak in april 2013

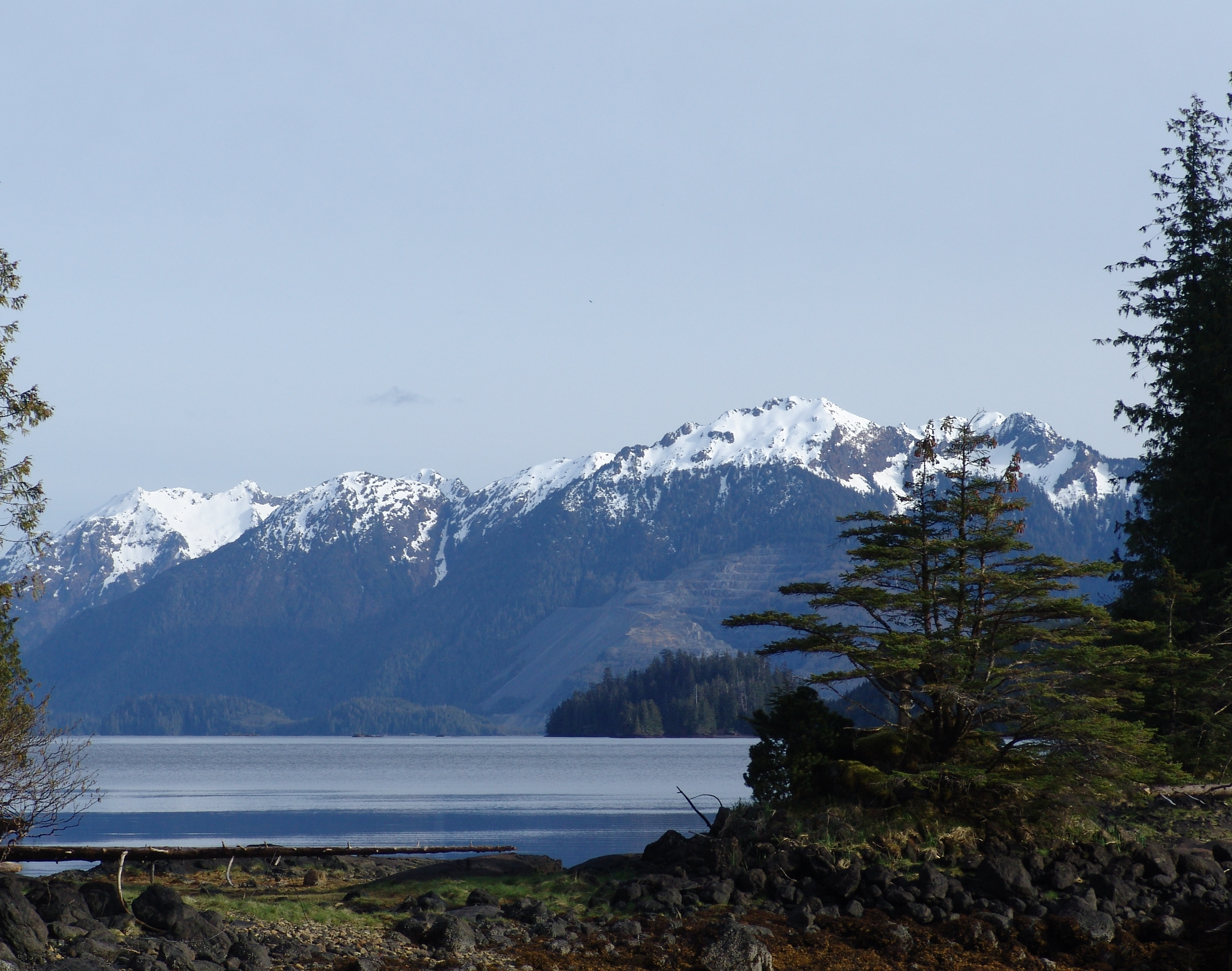
Tasu-gebergte in mei 2006

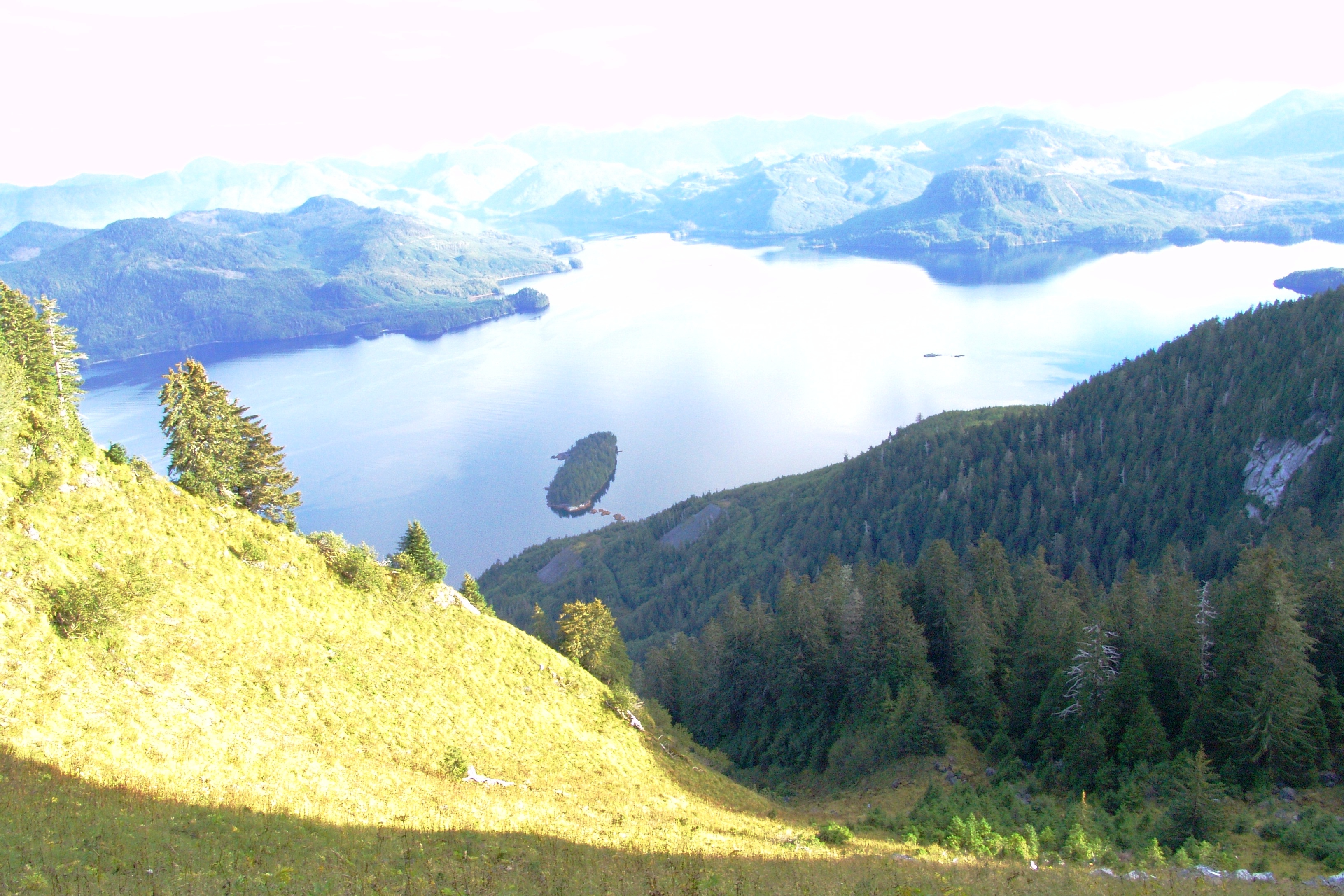
Uitzicht op de bergen van Tasu

Moresby Island is een eiland van 3400 km² dat deel uitmaakt van de Haida Gwaii-archipel (voorheen bekend als Queen Charlotte Islands) in Brits-Columbia, Canada. Het vormt met het nabijgelegen Grahameiland en kleinere eilanden de Gwaii Haanas National Park Reserve en Haida Heritage Site. Vrijwel de hele bevolking van 296 woont in Sandspit, op de noordoostelijke hoek van Moresby. Het eiland is het 175e grootste eiland ter wereld en het 32e grootste eiland van Canada.
Ten noorden van het eiland ligt het Skidegate Channel dat het eiland scheidt van Grahameiland. Gescheiden door een smal water liggen ten oosten van Moresby Island het kleinere Louise Island (overzijde Cumshewa Inlet, Carmichael Passage en Selwyn Inlet), Talunkwan Island (overzijde Dana Inlet), Tanu Island (overzijde Logan Inlet), Lyell Island (overzijde Darwin Sound), Ramsay Island (gescheiden door Juan Perez Sound) en Burnaby Island en ten zuidoosten Kunghit Island aan de overzijde van het Houston Stewart Channel. Ten noordoosten ligt het Maude Island in de Skidegate Inlet en ten noordwesten Hibben Island (met Englefield Bay, Inskip Channel en Moore Channel) en Chaatl Island. Tussen Talunkwan Island en Tanu Island ligt het Tangil Peninsula met daar ten oosten van de Laskeek Bay.

## Geschiedenis
Moresby Island is genoemd naar vice-admiraal Fairfax Moresby. De traditionele naam in de Haida-taal is Gwaii Haanas, waar de naam van het nationale park van is afgeleid.

## Aardbeving
Op 27 oktober 2012 vond een aardbeving met een kracht van 7,7 plaats op een diepte van 17,5 km onder het eiland. Dit de sterkste aardbeving in Canada sinds de aardbeving in de Haida Gwaii-archipel van 1949.